# 特姆尼科夫冰原島峰
70°37′S 64°10′W / 70.617°S 64.167°W
特姆尼科夫冰原島峰（英語：Temnikow Nunataks），是南極洲的冰原島峰，位於帕爾默地的戴耶高原東側，處於克利山以西9公里，長11公里，美國地質調查局在1974年繪入地圖，現時由南極條約體系管理。